# Заздрість (село)

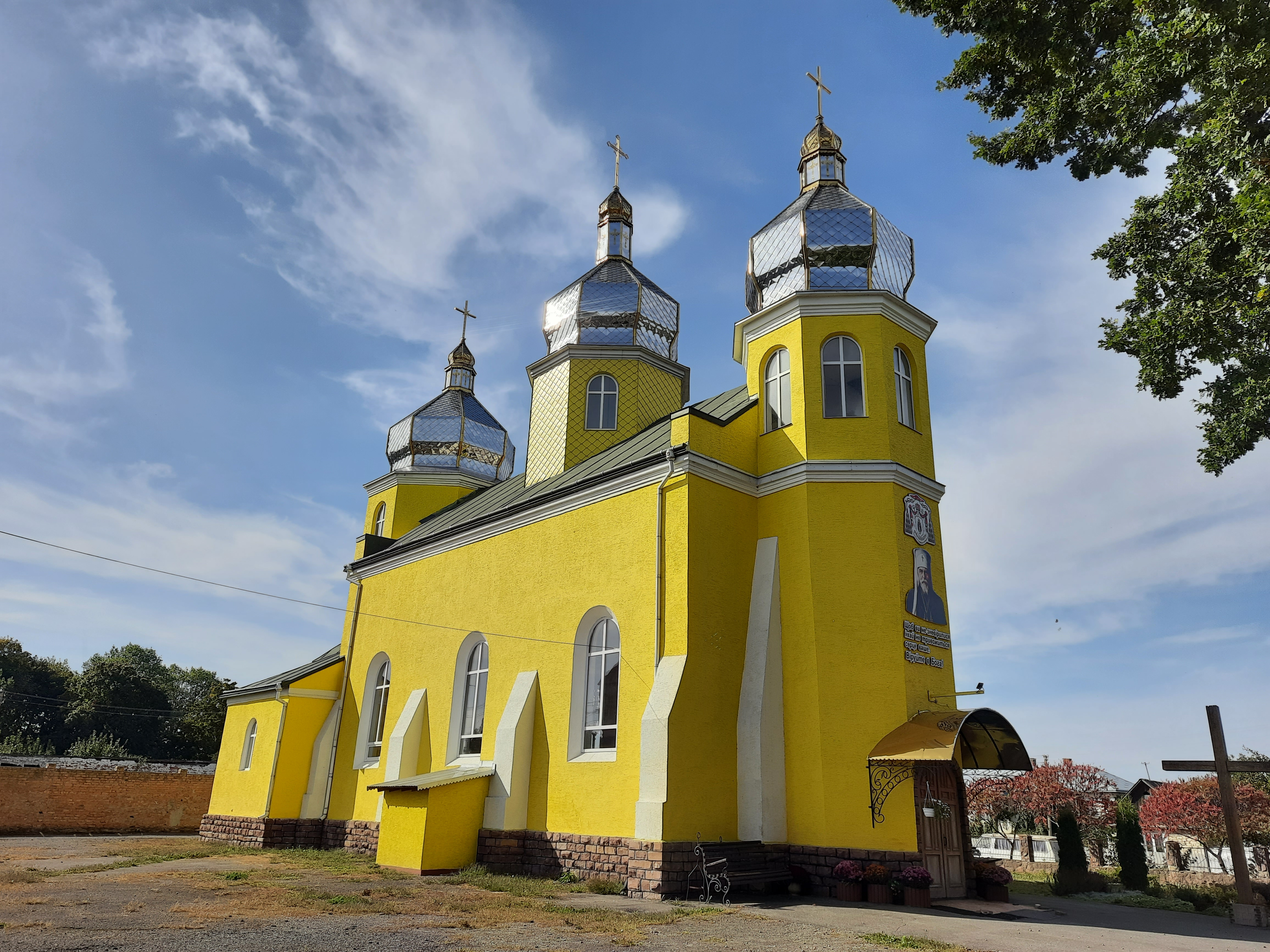
Церква Святого Йосифа Обручника (1911)

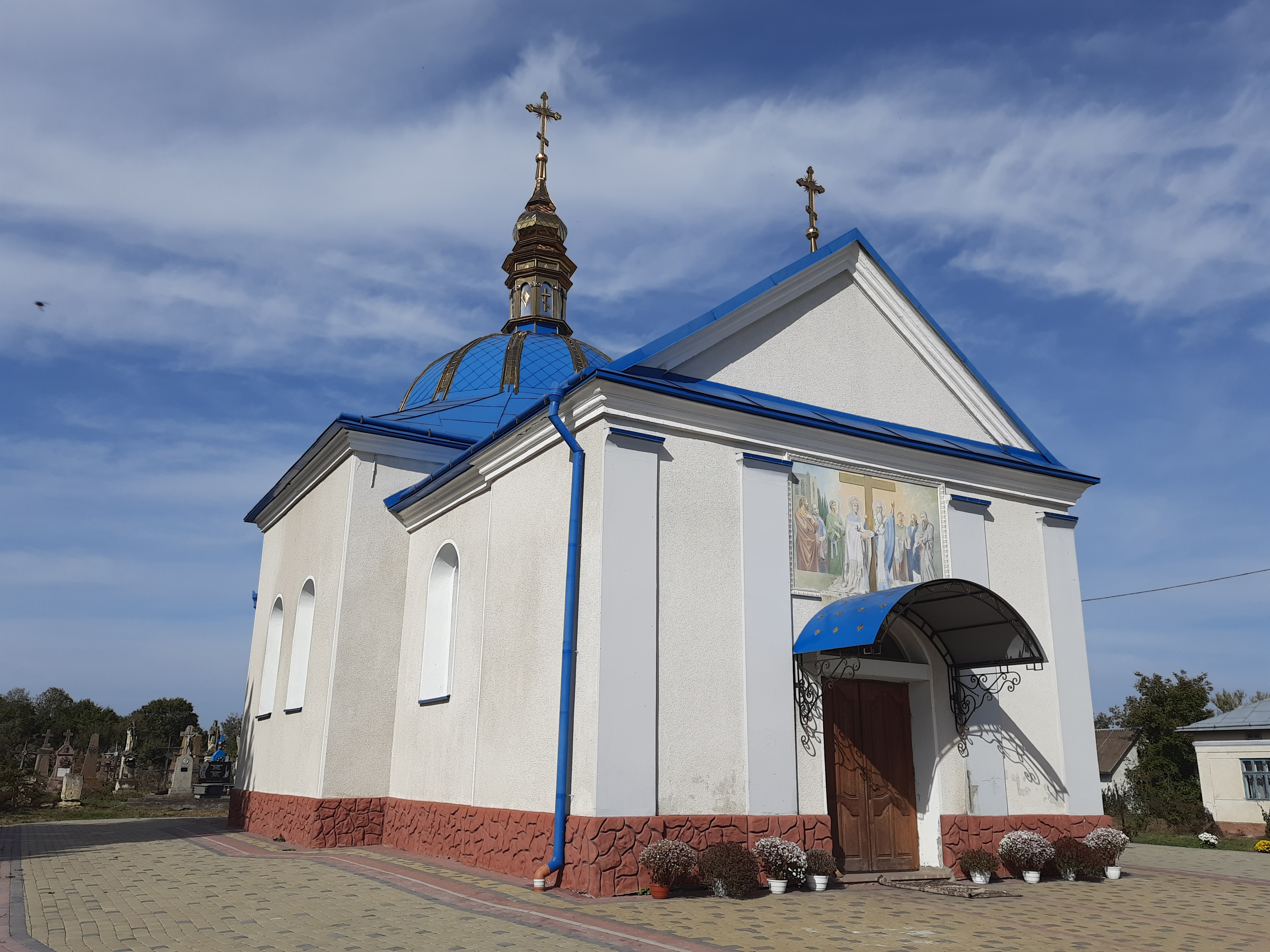
Церква Воздвиження Чесного Хреста Господнього (1876)

За́здрість — село в Україні, у Микулинецькій селищній громаді Тернопільського району Тернопільської області. Розташоване на річці Тюсі, правій притоці Серету.
У зв'язку з переселенням жителів із облікових даних виключено хутір Поплави.
До вересня 2015 —адміністративний центр Заздрівської сільської ради. Від вересня ввійшло у склад Микулинецької селищної громади.
Населення — 920 осіб (2001).

## Географія
Розташоване на березі річки Тюха — правої притоки Серету, за 24 км від Теребовлі й 15 км від найближчої залізничної станції Микулинці — Струсів.

## Передісторія
Поблизу села розкопано кілька курганів скіфських часів, знайдено кам'яний стовп із рунічними знаками (2-3 ст.), виявлено археологічні пам'ятки західноподільської групи скіфського часу, давньоруської культури та римські монети.

## Історія
Перша писемна згадка — 1439.
Поселення Заздрість переважно заселялося втікачами, які переховувалися від панщини. Село виникло в кінці 18 століття. На початку 19 століття у селі вже було дві школи: у Старій Заздрості однокласна школа з українською мовою навчання і в Новій Заздрості — 4-х класова. Існувала також читальня «Просвіта», що на початку містилась у заможних господарів Дмитруся і Коберницького.
У відродженні національної свідомості велику роль відіграли Микола Дичковський, Іван Сліпий, Микола Дмитрусь, інші. Саме з цього середовища вийшов майбутній верховний архієпископ, патріарх Йосип Сліпий.
Після того, як місцевий поміщик почав грубо експлуатувати місцевих селян, у 1902 році тут виник великий страйк, у результаті якого селяни домоглися значних поступок збоку пана.
Під час Першої світової війни село було повністю зруйноване, але війт добився у 1917 році від австрійського уряду коштів і село було відбудовано.
1 серпня 1934 року село увійшло до складу новоутвореної сільської гміни Струсів.
У 2016 році проведено ямковий ремонт дороги Струсів-Заздрість.
12 червня 2020 року, відповідно до розпорядження Кабінету Міністрів України № 724-р «Про визначення адміністративних центрів та затвердження територій територіальних громад Тернопільської області» увійшло до складу  Микулинецької селищної громади.
19 липня 2020 року, в результаті адміністративно-територіальної реформи та ліквідації Теребовлянського району, село увійшло до складу Тернопільського району.

## Мікротопоніми
Назви піль: Воєводянка, Галицька, Комісарка, Копань, Ліски, Мазарка, Мушин горб.

## Політика

### Парламентські вибори, 2019
На позачергових парламентських виборах 2019 року у селі функціонувала окрема виборча дільниця № 610834, розташована у приміщенні будинку культури.
Результати
- зареєстровано 577 виборців, явка 50,78%, найбільше голосів віддано за «Слугу народу» — 32,40%, за Всеукраїнське об'єднання «Батьківщина» — 20,21%, за «Європейську Солідарність» — 13,94%.[7] В одномандатному окрузі найбільше голосів отримав Микола Люшняк (самовисування) — 32,52%, за Ігоря Сопеля (Слуга народу) — 22,73%, за Володимира Бліхаря (Всеукраїнське об'єднання «Батьківщина») — 12,59%[8].

## Найпоширеніші прізвища
Гогус, Дичковський, Дмитрусь, Добрянський, Дюк, Мушинський, Сивуля, Мостова, Тернопільській, Сліпий, Шамлес.

## Релігія
- церква Воздвиження Чесного Хреста Господнього (1876, мурована, ПЦУ),
- церква Святого Йосифа Обручника (1911; перебудована з костелу 2007, УГКЦ),
- місійна станиця сестер Василіянок (1994, УГКЦ).

## Пам'ятки
Збереглася садиба батьків кардинала Й. Сліпого, на території якої відкрито 13 вересня 1998 року Музейно-меморіальний комплекс «Рідна хата» Патріярха Йосифа Сліпого. Комплекс збудований за спільним проектом А. Рудницького, М. Бевза, Ю. Дубика, О. Заліщука. Відзначений дипломом першого ступеня конкурсу на найкращий об'єкт, збудований в Україні у 1999 році.
Ботанічна пам'ятка природи місцевого значення Степова ділянка «Заздрість».
«Фіґурки»:
- святого Миколая та Матері Божої
- святого Петра (1884)
- святого Антонія
- при в'їзді у село

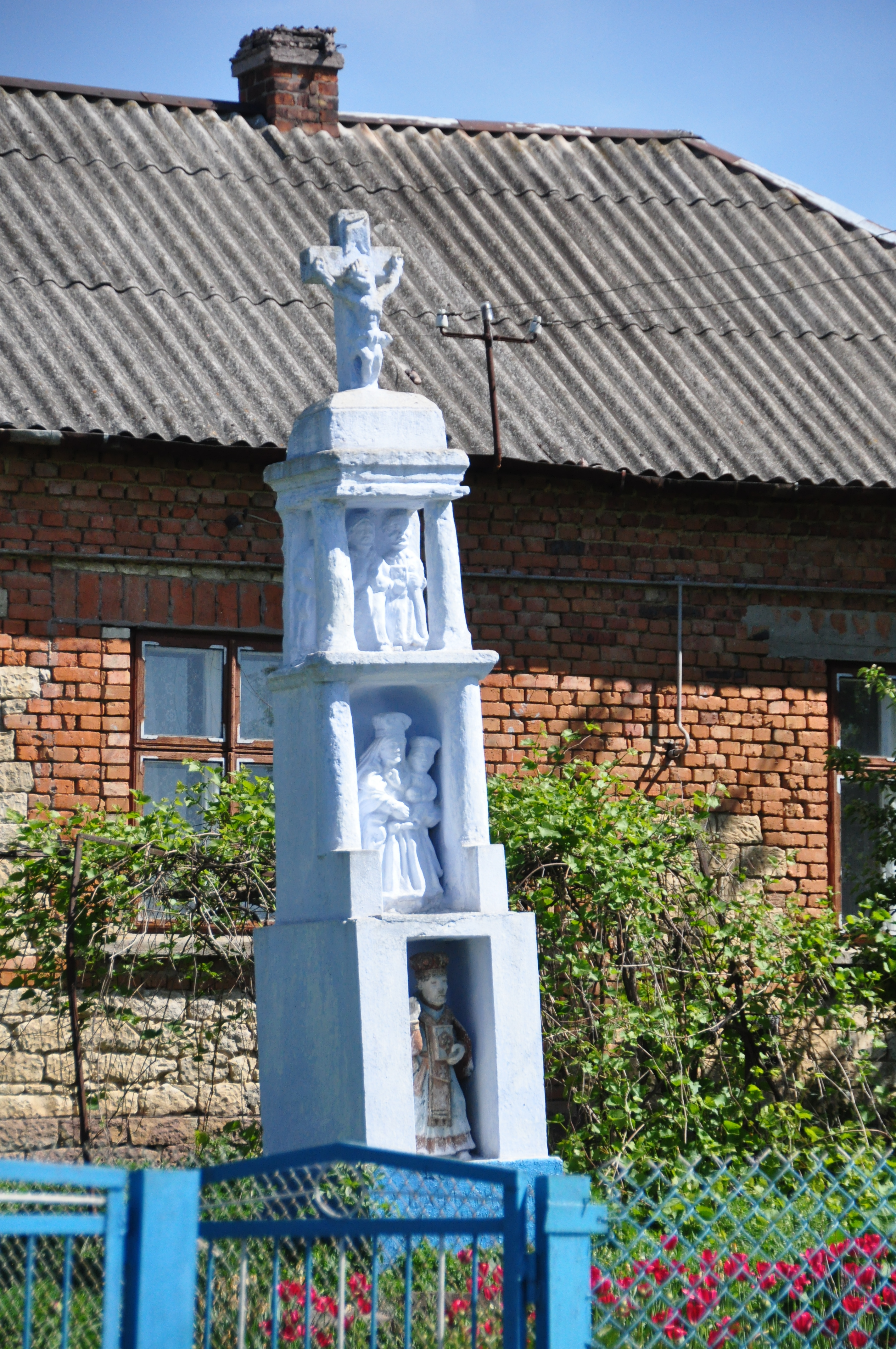
«Фіґурка» в с. Заздрість

- з написом «П + Іван Тернопільський 1901 р.»
- у дворі С. Вергун (1938)
- з написом «Непорочній Діві Марії» (1997).

Споруджено:
- пам'ятник полеглим у німецько-радянській війні воїнам-односельцям (1970)
- встановлено пам'ятний знак на честь 100-річчя від дня народження кардинала Й. Сліпого (1992)
- його погруддя (1994; скульптор Е. Мисько)

Пам'ятні хрести:
- на честь 5-ї річниці незалежності України (1996)
- 1000-ліття хрещення України-Руси (1998)

Насипано символічну могилу УСС (1990).
На західній околиці села розташована ботанічна пам'ятка природи місцевого значення "Степова ділянка «Заздрість».

## Соціальна сфера
Діють загальноосвітня школа І-ІІ ступенів імені кардинала Йосипа Сліпого, Будинок культури, бібліотека, ФАП, відділення зв'язку.

## Відомі люди

### Народилися
- релігійні діячі:
  - патріарх Йосиф Сліпий
  - Т. Василевич
  - о. Микола Дичковський — священик УГКЦ
- Михайло Дичковський — член-кореспондент Інженерної академії України[10]
- лікар і громадський діяч Родіон-Пилип Сліпий[11].
- Гуменюк Олег Мирославович (1972—2023) — старшина Збройних сил України, учасник російсько-української війни.

### Працювали, проживали
- Священик о. Володимир Бекасевич служив у с. Заздрість з 1970 року. Отець похований на Микулинецькому кладовищі Тернополя.
- Вчений, доктор архітектори Микола Бевз[12]

## Галерея

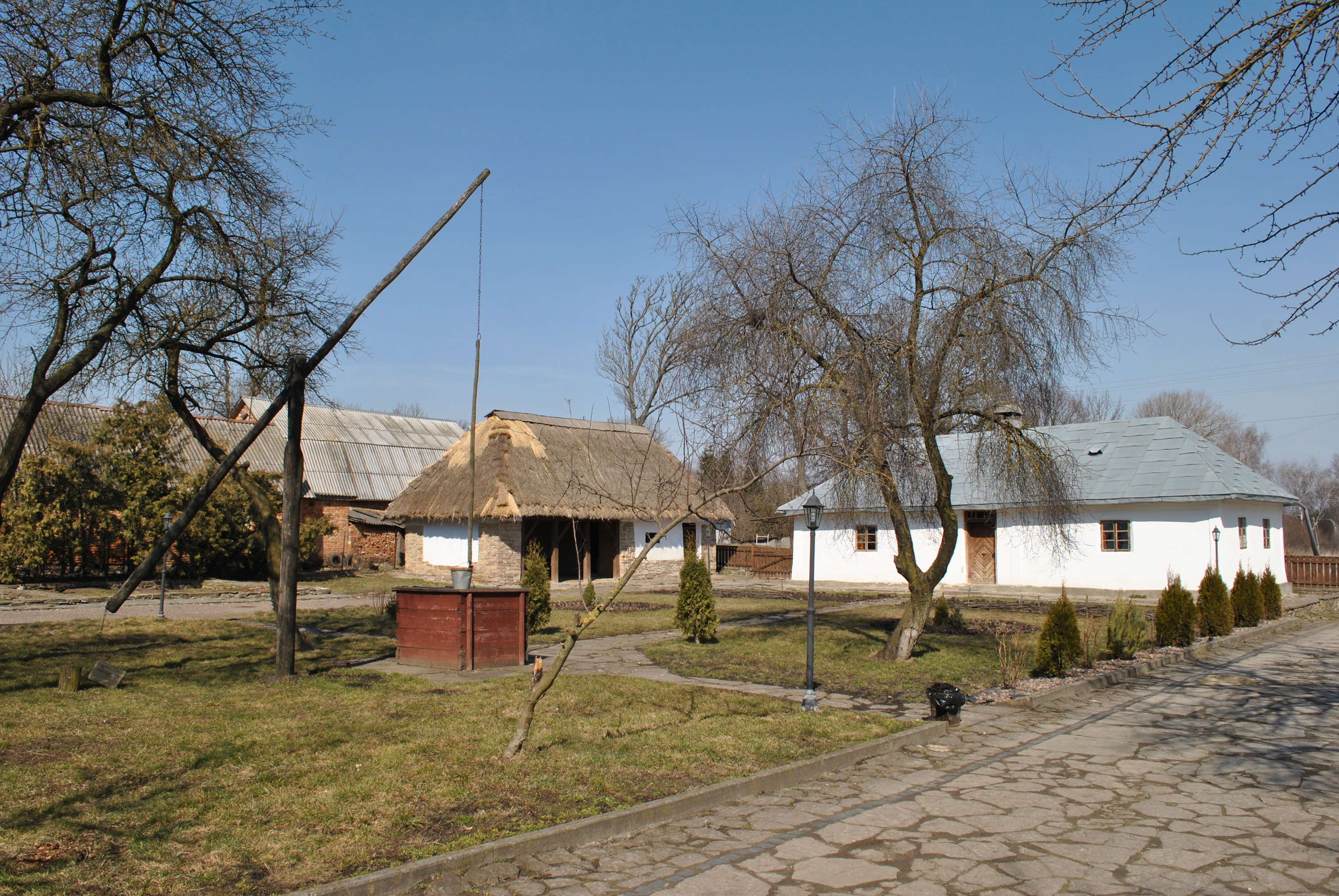
Духовний центр ім. патріарха Йосифа Сліпого
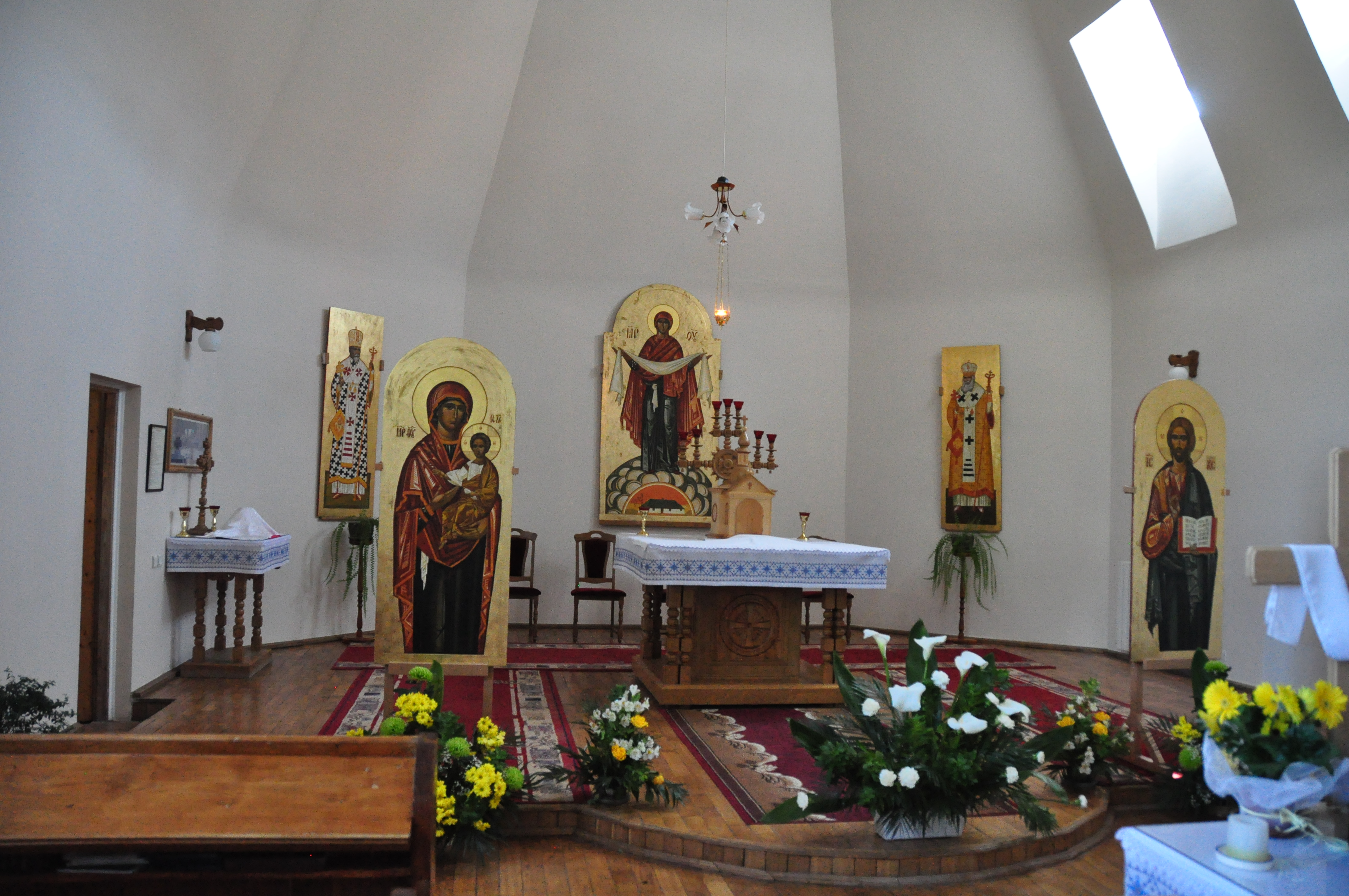
Каплиця
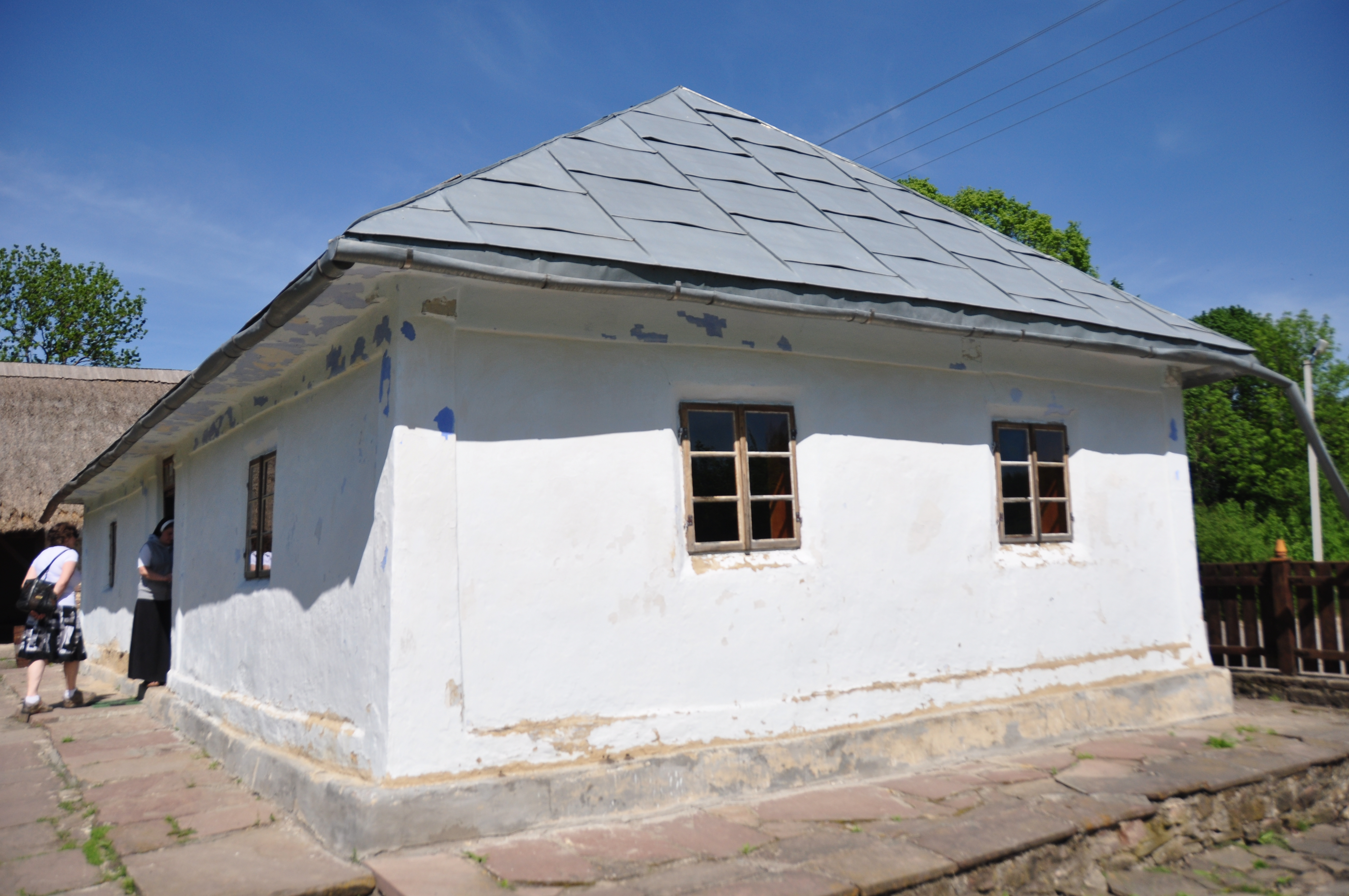
Хата-музей на території комплексу
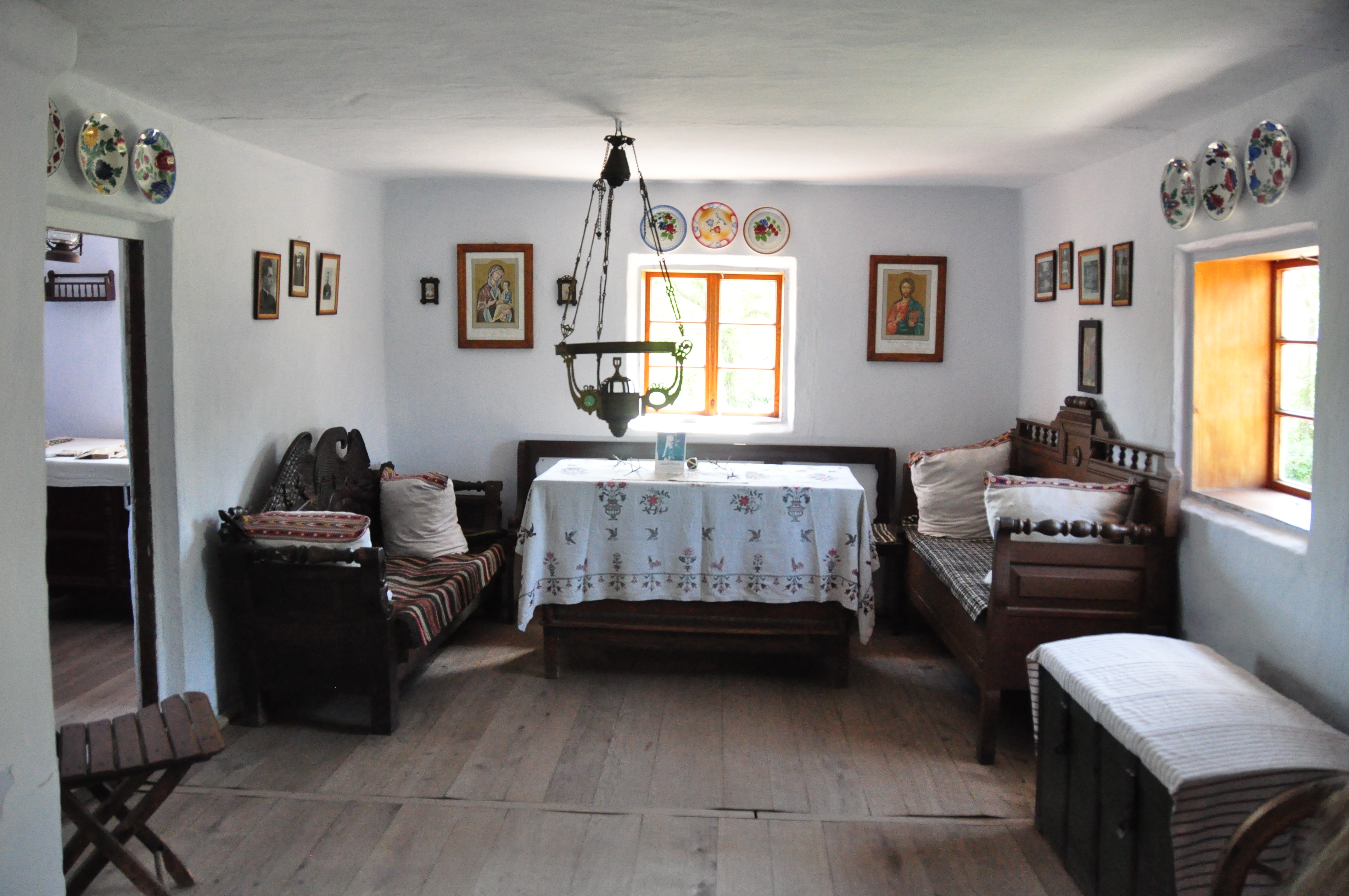
Ітер'єр хати-музею
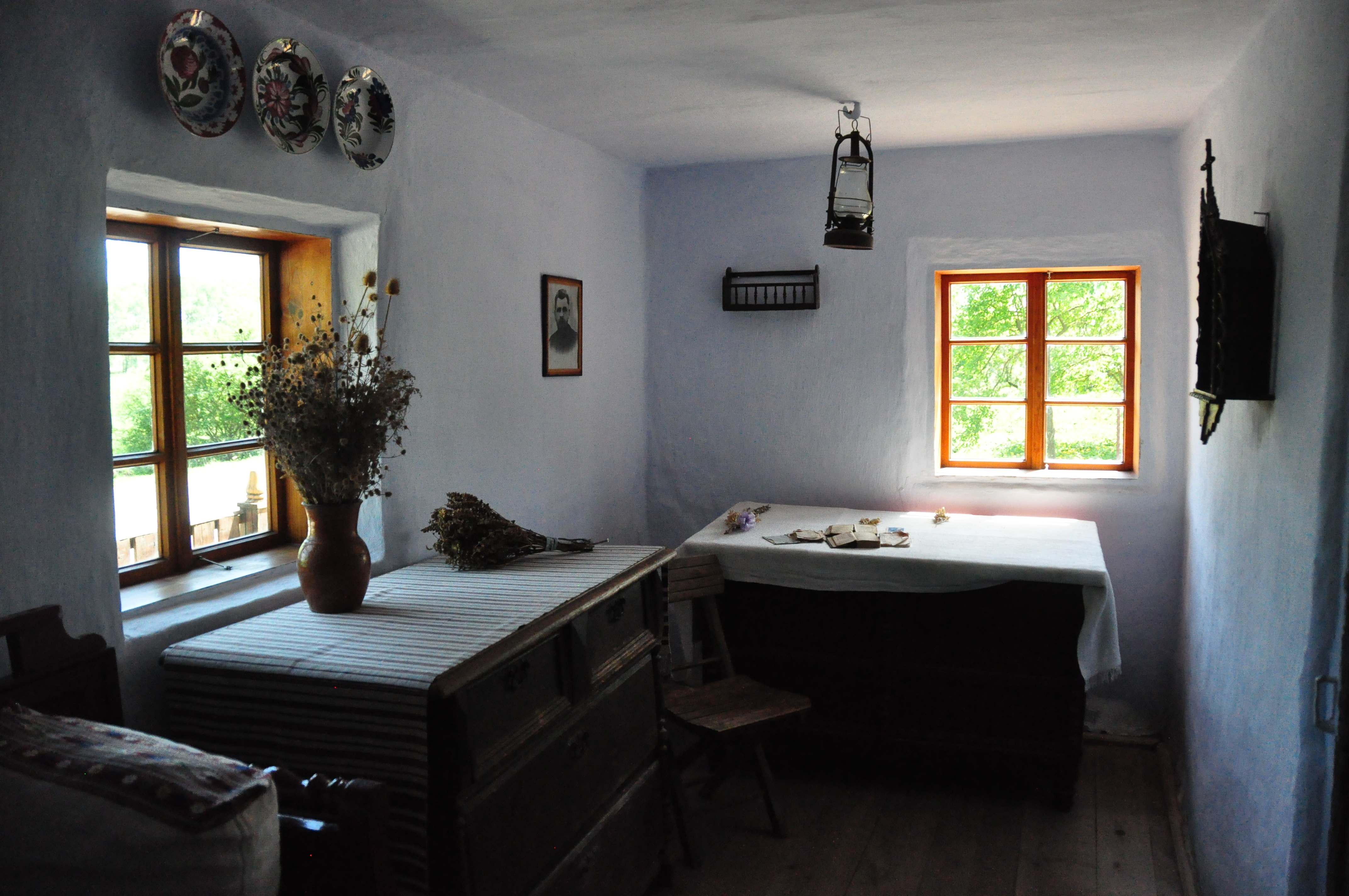
Ітер'єр хати-музею
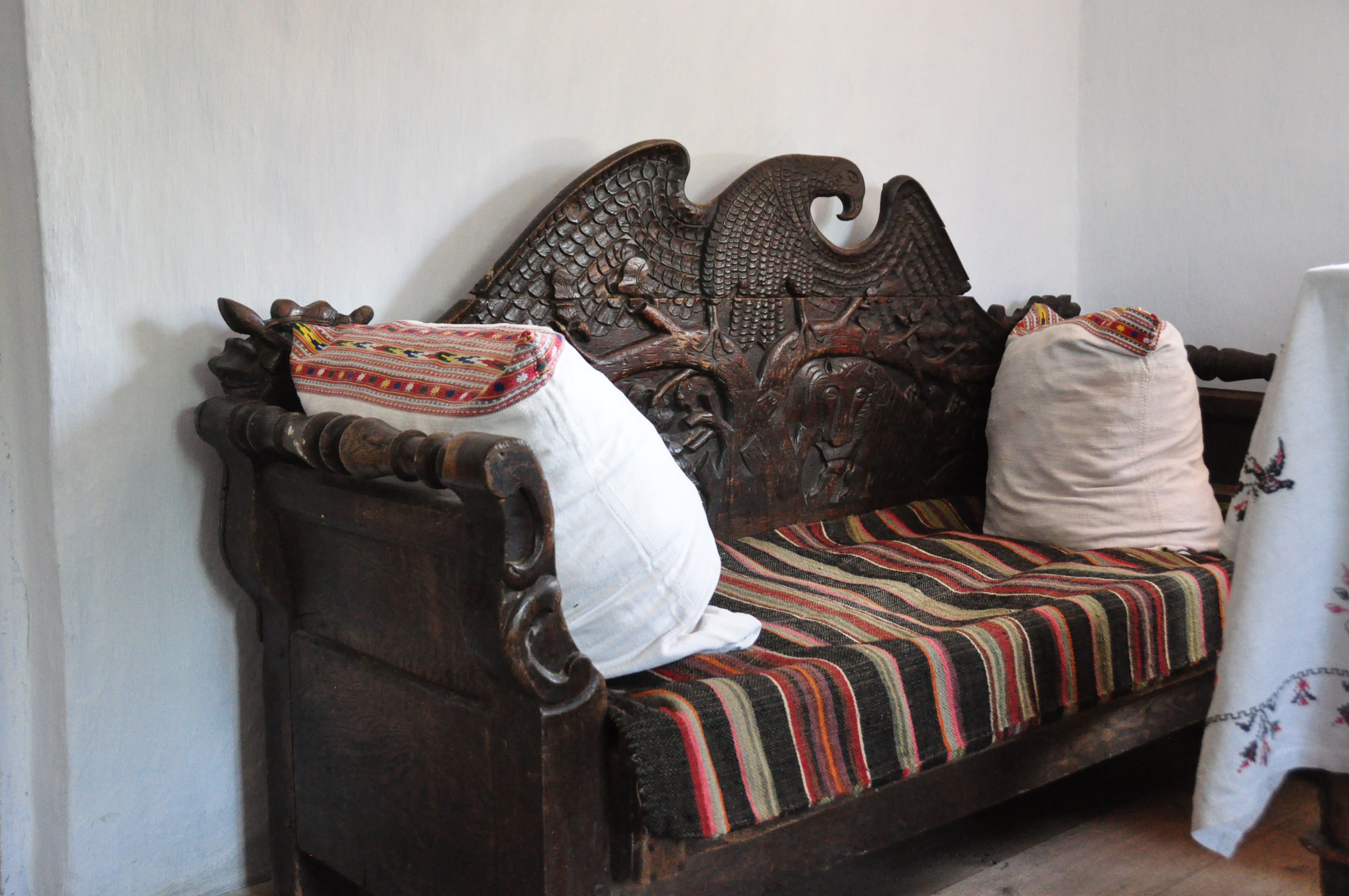
Різьблене дерев'яне ліжко-«бамбетель»
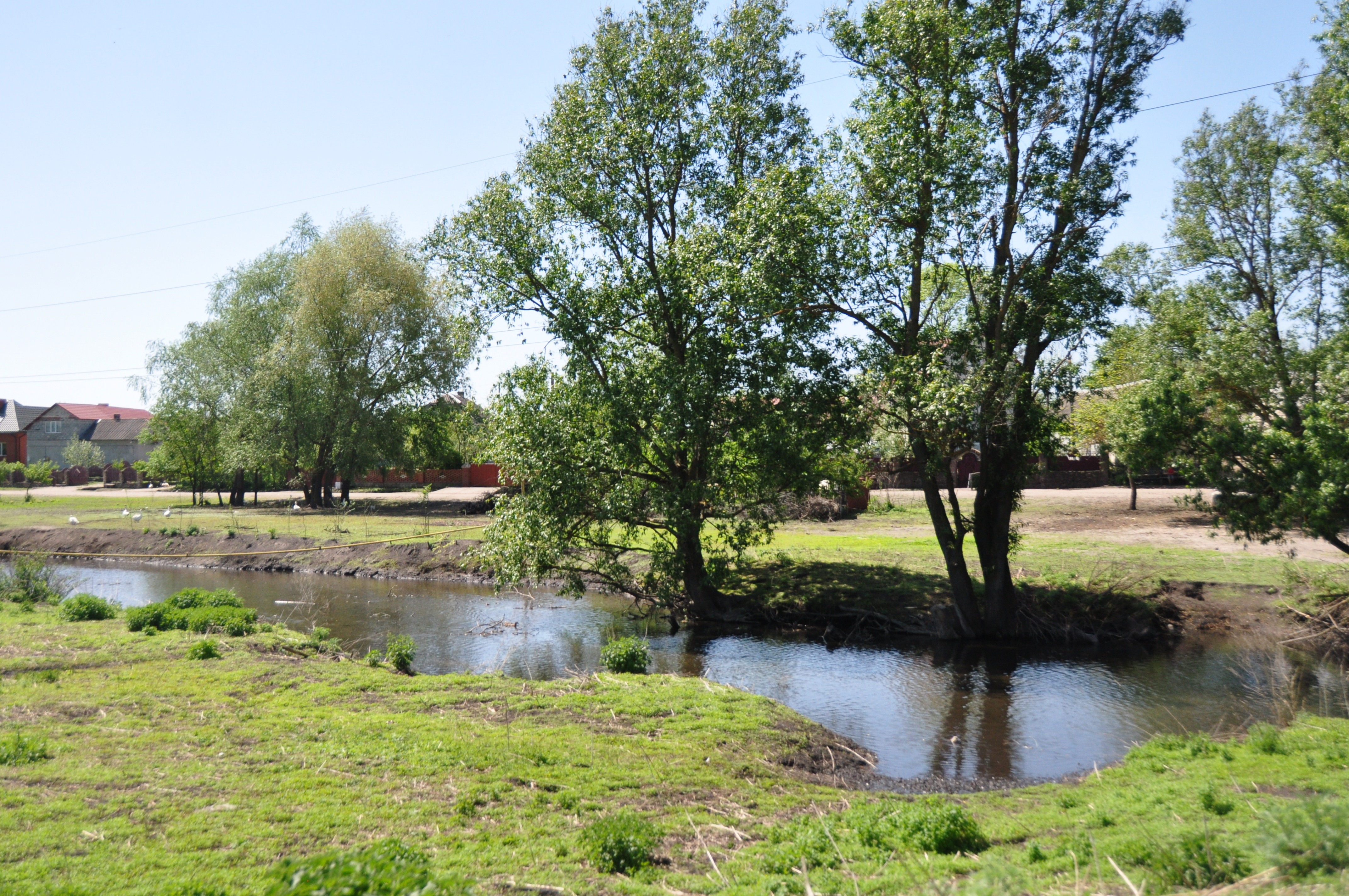
Річка Тюха